# Wahlen zum Dáil Éireann 1977
- Unabh.: 4
- LAB: 17
- FG: 43
- FF: 84

Die Wahlen zum Dáil Éireann 1977 fanden am 16. Juni 1977 statt. Bestimmt wurden die Mitglieder des 21. Dáil.

## Ergebnis 1977
Die nun 148 Parlamentarier (4 mehr als bei der Wahl zuvor) versammelten sich erstmals am 5. Juli und die Amtszeit dauerte 1456 Tage.
Trotz einiger interner Differenzen standen die Vorzeichen für eine weitere Amtszeit der Fine-Gael-Labour-Party-Koalition gut. Dies wurde sogar noch durch das sogenannte „Tullymander der Wahlkreise“ (eine englische Wortkomposition aus dem Nachnamen des Betroffenen Tully und dem Ausdruck to gerrymander, was so viel heißt wie „etwas zu seinem Vorteil manipulieren“), verstärkt, als der Minister James Tully seinen Plan zur Neueinteilung aller irischen Wahlkreise einbrachte, um die Sitzanzahl der Koalition zu maximieren. So bestand z. B. alleine Dublin aus 13 3-Sitz-Wahlbezirken, von denen die Koalition, so war die Hoffnung, 2 Sitze erreichen konnte und so Fianna Fáil nur noch 1 Sitz übrig blieb. Ein ähnliches Prinzip wurde in ländlichen Gegenden angewandt, in denen die Partei am stärksten war.
Aus diesem Grund glaubte anfangs nicht einmal Fianna Fáil und ihr Anführer Jack Lynch daran, bei dieser Wahl gewinnen zu können. Die Partei entwickelte ein Wahlprogramm, das der Wählerschaft einige finanzielle und wirtschaftliche Anreize für den Fall eines Wahlsiegs versprach, z. B. die Abschaffung der Grundsteuer, der sog. Auto-Steuer, sowie das Versprechen die Arbeitslosenzahl auf unter 100.000 zu drücken. Lynch stimmte dem Programm zu, war er doch der Meinung (irrtümlich, wie sich später herausstellte), dass die Partei etwas Spektakuläres benötigte, um die Wahl zu gewinnen. Der Wahlkampf von Fianna Fáil war sehr amerikanisch. Lynch reiste mit seinen Anhängern durch das ganze Land (Wahlspruch: Holt Jack zurück) und wie sich zeigte, war seine Popularität der beste Pluspunkt bei der Wahl.
Trotz der sehr positiven Resonanzen und der (gegen Ende des Wahlkampfes) neu aufgekeimten Hoffnung für Fianna Fáil die Wahl zu gewinnen, konnte niemand den Umfang des Sieges vorhersehen. Mit 20 Sitzen Vorsprung zog Fianna Fáil in das Unterhaus ein und die National Coalition erlebte die größte Wahlniederlage einer Regierung in der irischen Geschichte. Nach der Wahl traten die Anführer von Fine Gael und der Labour Party, Taoiseach Liam Cosgrave und Tánaiste Brendan Corish von ihren Partei- und Staatsämtern zurück – ebenfalls ein Novum in der Geschichte Irlands.
| Partei       | Anführer       | Sitzverteilung1 | Sitzverteilung1 | Sitzverteilung1 | Nachwahlen (2)2 | Nachwahlen (2)2 | Nachwahlen (2)2 | Nachwahlen (2)2 |
| ------------ | -------------- | --------------- | --------------- | --------------- | --------------- | --------------- | --------------- | --------------- |
| Partei       | Anführer       | Anzahl          | ±               | %-Verteilung    | Verloren        | Gewonnen        | Behalten        | ±               |
| Fianna Fáil  | Jack Lynch     | 84              | +15             | 56,76 %         | 1               |                 | 2               | −1              |
| Fine Gael    | Liam Cosgrave  | 43              | −11             | 29,06 %         |                 | 2               |                 | +2              |
| Labour Party | Brendan Corish | 17              | −2              | 11,48 %         | 1               |                 |                 | −1              |
| Unabhängige  | Unabhängige    | 4               | +2              | 2,70 %          |                 |                 |                 |                 |
|              |                | 148             | +4              |                 |                 |                 |                 |                 |